# نيو بلاي كونترول!
نيو بلاي كونترول! (بالإنجليزية: !New Play Control)‏ عبارة عن سلسلة من ألعاب غيم كيوب تم نقلها إلى وي بواسطة نينتندو. الألعاب في نيو بلاي كونترول! تتميز بعدد من التحسينات، أبرزها تنفيذ عناصر تحكم وي مع وي ريموت ونونتشوك، بالإضافة إلى تضمين دعم الشاشة العريضة والرسومات المحسّنة.

## الخلفية
أعلنت نينتندو في البداية عن مجموعة وي دي أسوبو سيلكشن للألقاب لليابان في عرض تقديمي في 2 أكتوبر 2008، مؤكدة أن بيكمين ودونكي كونغ جنغل بيت سيطلقان في وقت لاحق من العام، بينما أكد متحدث باسم نينتندو أوروبا بعد أيام ذلك ستطلق السلسلة أيضًا في أوروبا. في اليابان، تم إطلاق بيكمين ودونكي كونغ جنغل بيت في ديسمبر 2008 وتبعهما طوال عام 2009 ماريو باور تنس وبيكمين 2 وتشيبي-روبو! ومترويد برايم 2: إكوز. في نفس العام، تم إطلاق نيو بلاي كونترول! في أوروبا وأمريكا الشمالية وأستراليا، على الرغم من عدم إتاحة جميع الألعاب في جميع أنحاء العالم: لم يتم إطلاق بيكمين 2 في أمريكا الشمالية حتى يونيو 2012، عندما تم إصداره كعنوان نينتندو سيلكتس بدلاً من نيو بلاي كونترول! العنوان؛ تشيبي-روبو! لم يتم إطلاقها خارج اليابان.

## التغييرات
يسمح بيكمين وبيكمين 2 للاعبين بالتوجيه والنقر باستخدام جهاز وي ريموت لصافرة بيكمين ورميها. يعتمد ماريو باور تنس على حركات التأرجح التي تظهر في وي سبورتس لأداء تقلبات مختلفة، في حين أنه من الممكن أيضًا تحريك الشخصية باستخدام عصا التحكم إذا تم توصيل نونتشوك. مترويد برايم ومترويد برايم 2: إكوز نفس وظائف التحكم كما رأينا لأول مرة في مترويد برايم 3: كوربشن. تم بالفعل استخدام نموذج أولي لنظام التحكم مع إصدار تجريبي تقني من مترويد برايم 2، والذي شوهد لأول مرة عندما تم الإعلان عن وي ريموت في البداية.
تم إجراء تغييرات أخرى على الألعاب بخلاف عناصر التحكم المحدثة والرسومات المحسنة. تتميز لعبة دونكي كونغ جنغل بيت بمستويات جديدة وتصميم مستوى معدل للمستويات الحالية لإضفاء طابع أكثر تقليدية على النظام الأساسي. يسمح بيكمين للاعبين باستعادة ما تم حفظه في اللعبة إلى الأيام السابقة، مع محو جزء حديث فقط من ملف الحفظ، على الرغم من أن هذا لم ينتقل إلى بيكمين 2. مترويد برايم ومترويد برايم 2: إكوز ببعض الميزات المقدمة في مترويد برايم 3: كوربشن، بما في ذلك نظام الإنجازات والمحتوى غير القابل للفتح والقدرة على التقاط لقطات شاشة.

## الإصدار
أربعة من الألعاب - دونكي كونغ جنغل بيت وماريو باور تنس وبيكمين وبيكمين 2 - تم إصدارها عالميًا باسم عناوين نيو بلاي كونترول!، على الرغم من أن بيكمين 2 لم يحمل لقب إطلاقه في أمريكا الشمالية حيث تم إصداره بعد ثلاث سنوات من بقية السلسلة. تم تجميع لعبتي مترويد برايم مع مترويد برايم 3: كوربشن وتم إصدارهما في الإصدار المحدود مترويد برايم: تريلوجي، والذي تم إطلاقه في عام 2009 ولم يُمنح سوى إصدار واحد محدود الإصدار المطبوع، وتم إيقافه بعد وقت قصير من الإصدار. لم يتم إصدار بيكمين 2 في أمريكا الشمالية حتى يونيو 2012، عندما تم إصداره مع ماريو باور تنس كعناوين ميزانية في نطاق نينتندو سيبكتس؛ لا تتميز هذه الإصدارات من الألعاب بفن الغلاف القابل للعكس أو عناوين نيو بلاي كونترول!، بدلاً من تسويقها على أنها ألعاب نينتندو غيم كيوب كلاسيكية مع عناصر تحكم وي محسّنة.
كل لعبة في نيو بلاي كونترول! تتميز السلسلة بفن غلاف قياسي، يشرح فرضية السلسلة، بالإضافة إلى فن غلاف غيم كيوب الأصلي لكل لعبة. كل فن غلاف لعبة قابل للعكس؛ عكس الغطاء يظهر النسخة الأصلية من الغلاف بدون نيو بلاي كونترول! العلامات التجارية، باستثناء شعار اللعبة.
بعد إدخال ألعاب وي على نينتندو إي شوب على وي يو في يناير 2015، تم إصدار العديد من الألعاب على المنصة بدون نيو بلاي كونترول!. كان مترويد برايم: تريلوجي أول من تم إطلاقه في أوروبا وأمريكا الشمالية، حيث أصبح متاحًا في يناير 2015؛ تبعها لاحقًا في عام 2016 دونكي كونج جنغل بيت، وبيكمين، وبيكمين 2.

## الألعاب
| اللعبة               | اليابان        | أوروبا        | أمريكا الشمالية | أستراليا       |
| -------------------- | -------------- | ------------- | --------------- | -------------- |
| تشيبي-روبو!          | 11 يونيو 2009  | لم يصدر       | لم يصدر         | لم يصدر        |
| دونكي كونغ جنغل بيت  | 11 ديسمبر 2008 | 5 يونيو 2009  | 4 مايو 2009     | 18 يونيو 2009  |
| ماريو باور تنس       | 15 يناير 2009  | 6 مارس 2009   | 9 مارس 2009     | 26 مارس 2009   |
| مترويد برايم         | 19 فبراير 2009 | 4 سبتمبر 2009 | 24 أغسطس 2009   | 15 أكتوبر 2009 |
| مترويد برايم 2: إكوز | 11 يونيو 2009  | 4 سبتمبر 2009 | 24 أغسطس 2009   | 15 أكتوبر 2009 |
| بيكمين               | 25 ديسمبر 2008 | 6 فبراير 2009 | 9 مارس 2009     | 26 فبراير 2009 |
| بيكمين 2             | 12 مارس 2009   | 24 أبريل 2009 | 10 يونيو 2012   | 14 مايو 2009   |

## الملاحظات
1. ↑  (باليابانية: Ｗｉｉであそぶセレクション)
2. ↑  تم إصدارها كعنوان نينتندو سيلكتس في أوروبا وأمريكا الشمالية.
3. 1 2  خارج اليابان ، تُباع هذه الألعاب كجزء من "مترويد برايم: تريلوجي" ولا يمكن شراؤها بشكل فردي.
4. ↑  تم إصداره أيضًا كعنوان نينتندو سيلكتس في أمريكا الشمالية.